# Cadran à six heures

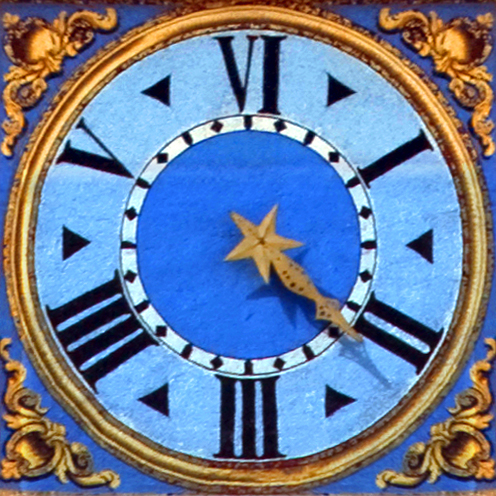
Horloge à six heures du Palais du Quirinal à Rome.

Un cadran à six heures est un type de cadran d'horloge qui n'indique que six heures. Il se rencontre principalement en Italie, particulièrement dans le Latium, sur des horloges installées sur les édifices publics vers les XVe et XVIIe siècles.

## Caractéristiques
Un tel cadran comporte six chiffres (généralement des chiffres romains) disposés dans le sens horaire, le 6 étant placé au sommet. Il ne comporte qu'une seule aiguille, qui réalise quatre tours de cadran en une journée : il divise ainsi une journée en quatre intervalles de six heures,. La tradition des heures italiques (it) fait débuter le décompte horaire à peu près une demi-heure après le coucher de soleil. Dans une horloge à six heures, l'aiguille est placée sur le chiffre 1 à ce moment-là. Par conséquent, sa correspondance avec le lever de soleil, midi ou minuit dépend de la saison. Une telle horloge nécessite d'être synchronisée régulièrement avec le coucher du soleil.
Le décompte horaire à partir de la fin du crépuscule, soit une demi-heure après le coucher du soleil, est introduit par l'Église catholique au XIIIe siècle et se diffuse alors dans la péninsule italienne, particulièrement dans les États pontificaux. Les premières horloges mécaniques de la région utilisent des cadrans divisés en vingt-quatre parties, chaque heure étant annoncée par autant de coups de cloches. Les cadrans à six heures apparaissent aux alentours des XVe et XVIIe siècles. Ils procèderaient d'une simplification de ces cadrans à 24 heures : plus aisés à lire et nécessitant moins de coups de cloches – et donc un mécanisme plus simple. Ils sont remplacés par des cadrans à douze heures lors de l'invasion napoléonienne de l'Italie, à la fin du XVIIIe siècle,

### Abruzzes
| Commune                       | Édifice                      | Coordonnées                  | Illus. | Cadran |
| ----------------------------- | ---------------------------- | ---------------------------- | ------ | ------ |
| Bolognano (Musellaro (it))    | Église Santa Maria del Balzo | 42° 11′ 28″ N, 13° 57′ 09″ E |        |        |
| Carsoli (Poggio Cinolfo (it)) | Église Santa Maria Assunta   | 42° 06′ 37″ N, 13° 03′ 05″ E |        |        |
| Civitella Alfedena            | Èglise Madonna del Carmine   | 41° 45′ 55″ N, 13° 56′ 30″ E |        |        |
| Fontecchio                    | Tour de l'Horloge            | 42° 13′ 46″ N, 13° 36′ 20″ E |        |        |
| Montereale                    | Torre Civica                 | 42° 31′ 21″ N, 13° 14′ 45″ E |        |        |
| L'Aquila (Paganica)           | Église Madonna del Presepe   | 42° 21′ 32″ N, 13° 28′ 23″ E |        |        |
| Pietracamela                  | Église San Giovanni Battista | 42° 31′ 23″ N, 13° 33′ 09″ E |        |        |

### Basilicate
| Commune    | Édifice            | Coordonnées                  | Illus. | Cadran |
| ---------- | ------------------ | ---------------------------- | ------ | ------ |
| Acerenza   | Tour lombarde      | 40° 47′ 48″ N, 15° 56′ 23″ E |        |        |
| Cancellara | Chapelle San Rocco | 40° 43′ 55″ N, 15° 55′ 25″ E |        |        |
| Melfi      | Château de Melfi   | 40° 59′ 54″ N, 15° 39′ 12″ E |        |        |

### Campanie
| Commune                                        | Édifice                                                                                                   | Coordonnées                  | Illus. | Cadran |
| ---------------------------------------------- | --- | ---------------------------- | ------ | ------ |
| Amorosi                                        | Èglise San Michele Arcangelo (deux horloges)                                                              | 41° 12′ 11″ N, 14° 27′ 43″ E |        |        |
| Anacapri                                       | Église Santa Sofia (it), clocher                                                                          | 40° 33′ 15″ N, 14° 13′ 03″ E |        |        |
| Avella (Purgatorio (it))                       | Chapelle San Ciro                                                                                         | 40° 57′ 08″ N, 14° 35′ 27″ E |        |        |
| Bracigliano                                    | Église San Giovanni Battista                                                                              | 40° 49′ 27″ N, 14° 42′ 32″ E |        |        |
| Caiazzo                                        | Église dell'Immacolata                                                                                    | 41° 10′ 38″ N, 14° 22′ 04″ E |        |        |
| Calvizzano                                     | Église Santa Maria delle Grazie (deux horloges)                                                           | 40° 54′ 21″ N, 14° 11′ 36″ E |        |        |
| Carinola (Casanova)                            | Église San Pietro Apostolo                                                                                | 41° 11′ 44″ N, 13° 57′ 45″ E |        |        |
| Caserte (Casolla di Caserta)                   | Église San Lorenzo Martire                                                                                | 41° 05′ 41″ N, 14° 21′ 09″ E |        |        |
| Ceppaloni                                      | Église San Nicola Vescovo                                                                                 | 41° 02′ 48″ N, 14° 45′ 32″ E |        |        |
| Cesa                                           | Église San Cesario                                                                                        | 40° 57′ 51″ N, 14° 13′ 49″ E |        |        |
| Felitto                                        | Maison du centre historique                                                                               | 40° 22′ 27″ N, 15° 14′ 30″ E |        |        |
| Fragneto l'Abate                               | Maison sur le vico Orologio                                                                               | 41° 15′ 36″ N, 14° 47′ 07″ E |        |        |
| Giffoni Sei Casali (Sieti)                     | Palazzo Fortunato                                                                                         | 40° 44′ 25″ N, 14° 54′ 14″ E |        |        |
| Massa Lubrense (Sant'Agata sui Due Golfi (it)) | Église Santa Maria delle Grazie                                                                           | 40° 36′ 29″ N, 14° 22′ 25″ E |        |        |
| Moiano (Luzzano)                               | Église San Nicola Magno                                                                                   | 41° 04′ 06″ N, 14° 32′ 01″ E |        |        |
| Naples                                         | Chartreuse Saint-Martin, cloître                                                                          | 40° 50′ 35″ N, 14° 14′ 29″ E |        |        |
| Naples                                         | Palazzo del Conservatorio dello Spirito Santo (it) - Université de Naples - Frédéric-II (cour intérieure) | 40° 50′ 48″ N, 14° 14′ 56″ E |        |        |
| Naples                                         | Église Santa Maria di Montesanto                                                                          | 40° 50′ 51″ N, 14° 14′ 45″ E |        |        |
| Naples                                         | Église du Gesù Nuovo (façade latérale)                                                                    | 40° 50′ 53″ N, 14° 15′ 08″ E |        |        |
| Naples                                         | Église San Filippo Neri dei Girolamini (it) (clocher gauche)                                              | 40° 51′ 06″ N, 14° 15′ 31″ E |        |        |
| Naples                                         | Église San Filippo Neri dei Girolamini (it), chiostro grande                                              | 40° 51′ 09″ N, 14° 15′ 30″ E |        |        |
| Naples                                         | Église Santa Maria del Soccorso all'Arenella (deux horloges : à gauche et à droite de la façade)          | 40° 51′ 14″ N, 14° 13′ 50″ E |        |        |
| Naples                                         | Basilique Santa Maria della Sanità, campanile                                                             | 40° 51′ 35″ N, 14° 14′ 58″ E |        |        |
| Naples (Pausilippe)                            | Église Santo Strato                                                                                       | 40° 48′ 16″ N, 14° 11′ 36″ E |        |        |
| Paduli                                         | Église San Bartolomeo                                                                                     | 41° 09′ 52″ N, 14° 52′ 48″ E |        |        |
| Rofrano                                        | Église Sant'Anna                                                                                          | 40° 12′ 41″ N, 15° 25′ 38″ E |        |        |
| Rutino                                         | Église San Michele Arcangelo                                                                              | 40° 18′ 00″ N, 15° 04′ 33″ E |        |        |
| San Bartolomeo in Galdo                        | Église dell'Annunziata                                                                                    | 41° 24′ 33″ N, 15° 00′ 53″ E |        |        |
| San Marco dei Cavoti                           | Église del Carmine                                                                                        | 41° 18′ 30″ N, 14° 52′ 34″ E |        |        |
| Santa Croce del Sannio                         | Église San Sebastiano                                                                                     | 41° 23′ 14″ N, 14° 43′ 59″ E |        |        |
| Santa Maria a Vico                             | Villa Puoti                                                                                               | 41° 01′ 37″ N, 14° 27′ 53″ E |        |        |
| Sarno                                          | Église San Francesco                                                                                      | 40° 48′ 52″ N, 14° 37′ 12″ E |        |        |
| Visciano                                       | Ermitage Santa Maria degli Angeli                                                                         | 40° 55′ 04″ N, 14° 34′ 02″ E |        |        |

### Émilie-Romagne
| Commune                                      | Édifice | Coordonnées                  | Illus. | Cadran |
| -------------------------------------------- | --- | ---------------------------- | ------ | ------ |
| Bagnacavallo                                 | Théâtre Carlo Goldoni (it) | 44° 24′ 59″ N, 11° 58′ 41″ E |        |        |
| Bologne                                      | Basilique San Domenico (deux horloges à l'intégieur de l'église : dans un couloir près de la bibliothèque et dans le transept latéral droit) | 44° 29′ 23″ N, 11° 20′ 38″ E |        |        |
| Bologne                                      | Église San Giovanni in Monte (it) (intérieur)                                                                                                | 44° 29′ 27″ N, 11° 54′ 38″ E |        |        |
| Brisighella                                  | Hôtel de ville | 44° 13′ 26″ N, 11° 46′ 22″ E |        |        |
| Brisighella                                  | Tour de l'horloge (deux horloges) | 44° 13′ 27″ N, 11° 46′ 25″ E |        |        |
| Crespellano (Calcara)                        | Villa Bianconi Rusconi Bassi | 44° 32′ 25″ N, 11° 07′ 43″ E |        |        |
| Faenza                                       | Théâtre communal Angelo Masini (it) (intérieur)                                                                                              | 44° 17′ 09″ N, 11° 52′ 56″ E |        |        |
| Faenza                                       | Vieux séminaire, cour intérieure | 44° 17′ 09″ N, 11° 53′ 08″ E |        |        |
| Faenza                                       | Maison privée, cour intérieure |                              |        |        |
| Ferrare                                      | Monastère Sant'Antonio in Polesine (it) (à l'intérieur de l'église)                                                                          | 44° 49′ 38″ N, 11° 37′ 26″ E |        |        |
| Gualtieri (Pieve Saliceto)                   | Église Santissima Annunziata (it), campanile                                                                                                 | 44° 54′ 02″ N, 10° 35′ 37″ E |        |        |
| Portico e San Benedetto (Portico di Romagna) | Tour de l'horloge | 44° 01′ 31″ N, 11° 46′ 58″ E |        |        |
| Sassofeltrio                                 | Parc public | 43° 53′ 31″ N, 12° 30′ 35″ E |        |        |
| Zola Predosa                                 | Palais Albergati (it) (Trois horlogues : sur la façade nord-est du palais, sur la façade sud-ouest et à l'intérieur)                         | 44° 30′ 18″ N, 11° 13′ 30″ E |        |        |

### Frioul-Vénétie Julienne
| Commune     | Édifice          | Coordonnées                  | Illus. | Cadran |
| ----------- | ---------------- | ---------------------------- | ------ | ------ |
| Spilimbergo | Église San Rocco | 46° 06′ 41″ N, 12° 53′ 56″ E |        |        |

### Latium

#### Rome
| Subdivision      | Édifice                                                            | Coordonnées                  | Illus. | Cadran |
| ---------------- | ------------------------------------------------------------------ | ---------------------------- | ------ | ------ |
| Borgo            | Arcispedale Santo Spirito in Saxia                                 | 41° 54′ 05″ N, 12° 27′ 41″ E |        |        |
| Borgo            | Palais Della Rovere                                                | 41° 54′ 06″ N, 12° 27′ 40″ E |        |        |
| Borgo            | Immeuble, borgo Santo Spirito 73 (cour, cadran solaire)            | 41° 54′ 07″ N, 12° 27′ 40″ E |        |        |
| Campo Marzio     | Basilique Saint-Augustin (sacristie)                               | 41° 54′ 36″ N, 12° 28′ 35″ E |        |        |
| Campo Marzio     | Basilique Santa Maria in Montesanto                                | 41° 54′ 36″ N, 12° 28′ 35″ E |        |        |
| Campo Marzio     | Église San Gregorio Nazianzeno                                     | 41° 54′ 07″ N, 12° 28′ 36″ E |        |        |
| Campo Marzio     | Palais Boncompagni Cerasi (it)                                     | 41° 54′ 31″ N, 12° 28′ 44″ E |        |        |
| Campo Marzio     | Palais Rondinini (it) (cour intérieure)                            | 41° 54′ 32″ N, 12° 28′ 36″ E |        |        |
| Castel di Decima | Château de Decima                                                  | 41° 45′ 20″ N, 12° 26′ 20″ E |        |        |
| Colonna          | Basilique Sant'Andrea delle Fratte (cloître)                       | 41° 54′ 13″ N, 12° 29′ 02″ E |        |        |
| Colonna          | Église Santa Maria Maddalena (cloître)                             | 41° 54′ 01″ N, 12° 28′ 37″ E |        |        |
| Ludovisi         | Église Santa Maria Immacolata a via Veneto (crypte des capucins)   | 41° 54′ 17″ N, 12° 29′ 18″ E |        |        |
| Monti            | Église Sant'Andrea al Quirinale (sacristie)                        | 41° 54′ 04″ N, 12° 29′ 21″ E |        |        |
| Monti            | Palais du Quirinal                                                 | 41° 54′ 01″ N, 12° 29′ 11″ E |        |        |
| Nomentano        | Villa Torlonia                                                     | 41° 54′ 47″ N, 12° 30′ 40″ E |        |        |
| Pigna            | Collège romain                                                     | 41° 53′ 53″ N, 12° 28′ 49″ E |        |        |
| Pinciano         | Villa Albani                                                       | 41° 54′ 53″ N, 12° 30′ 05″ E |        |        |
| Ponte            | Basilique Sant'Apollinare (sacristie)                              | 41° 54′ 03″ N, 12° 28′ 24″ E |        |        |
| Ponte            | Palais Sant'Apollinare                                             | 41° 54′ 03″ N, 12° 28′ 24″ E |        |        |
| Portuense        | Maison privée sur la via Portuense, largo dei Volontari del sangue | 41° 51′ 44″ N, 12° 27′ 10″ E |        |        |
| Sant'Eustachio   | Église Sant'Andrea della Valle (sacristie)                         | 41° 53′ 48″ N, 12° 28′ 28″ E |        |        |
| Trastevere       | Église Santa Maria dell'Orto                                       | 41° 53′ 12″ N, 12° 28′ 30″ E |        |        |
| Vatican          | Basilique Saint-Pierre (intérieur)                                 | 41° 54′ 09″ N, 12° 27′ 22″ E |        |        |

#### Autres communes
| Commune                         | Édifice                                                                                                  | Coordonnées                  | Illus. | Cadran |
| ------------------------------- | --- | ---------------------------- | ------ | ------ |
| Acquafondata                    | Église San Giovanni Battista                                                                             | 41° 32′ 36″ N, 13° 57′ 13″ E |        |        |
| Allumiere                       | Palazzo Camerale (tour)                                                                                  | 42° 09′ 23″ N, 11° 54′ 05″ E |        |        |
| Anticoli Corrado                | Église Santa Vittoria                                                                                    | 42° 00′ 37″ N, 12° 59′ 18″ E |        |        |
| Arpino                          | Piazza del Municipio, édifice derrière l'église San Michele Arcangelo                                    | 41° 38′ 53″ N, 13° 36′ 37″ E |        |        |
| Borgo Velino                    | Église San Matteo Apostolo                                                                               | 42° 24′ 21″ N, 13° 03′ 35″ E |        |        |
| Calcata                         | Palazzon Baronale (clocher)                                                                              | 42° 13′ 00″ N, 12° 25′ 10″ E |        |        |
| Campagnano di Roma              | Église San Giovanni Battista (it)                                                                        | 42° 08′ 32″ N, 12° 23′ 02″ E |        |        |
| Canepina                        | Hôtel de ville (tour)                                                                                    | 42° 22′ 52″ N, 12° 14′ 01″ E |        |        |
| Canepina                        | Musée des traditions populaires (intérieur)                                                              | 42° 22′ 53″ N, 12° 13′ 49″ E |        |        |
| Canterano                       | Église Santa Maria e San Mauro                                                                           | 41° 56′ 32″ N, 13° 02′ 15″ E |        |        |
| Capena                          | Tour de l'horloge                                                                                        | 42° 08′ 30″ N, 12° 32′ 12″ E |        |        |
| Caprarola                       | Villa Farnèse                                                                                            | 42° 19′ 42″ N, 12° 14′ 15″ E |        |        |
| Casape                          | Église San Pietro                                                                                        | 41° 54′ 23″ N, 12° 53′ 06″ E |        |        |
| Casperia                        | Porte Santa Maria                                                                                        | 42° 20′ 23″ N, 12° 40′ 16″ E |        |        |
| Castel Gandolfo                 | Palais des papes                                                                                         | 41° 44′ 48″ N, 12° 39′ 01″ E |        |        |
| Castel Madama                   | Castello Orsini                                                                                          | 41° 58′ 39″ N, 12° 52′ 11″ E |        |        |
| Castro dei Volsci               | Tour de l'horloge                                                                                        | 41° 30′ 32″ N, 13° 24′ 23″ E |        |        |
| Cave                            | Hôtel de ville                                                                                           | 41° 49′ 03″ N, 12° 55′ 43″ E |        |        |
| Cervara di Roma                 | Église Maria Santissima della Visitazione                                                                | 41° 59′ 19″ N, 13° 04′ 02″ E |        |        |
| Cerveteri                       | Torre Civica (deux cadrans)                                                                              | 41° 59′ 55″ N, 12° 05′ 57″ E |        |        |
| Cittaducale (Santa Rufina (it)) | Église Santissimo Sacramento                                                                             | 42° 24′ 30″ N, 12° 55′ 56″ E |        |        |
| Collalto Sabino                 | Tour de l'horloge                                                                                        | 42° 08′ 14″ N, 13° 02′ 54″ E |        |        |
| Collepardo                      | Immeuble sur la piazza della Libertà, derrière l'église SS.mo Salvatore                                  | 41° 45′ 41″ N, 13° 22′ 05″ E |        |        |
| Collepardo                      | Chartreuse de Trisulti (2 cadrans)                                                                       | 41° 46′ 47″ N, 13° 23′ 53″ E |        |        |
| Contigliano                     | Église San Michele Arcangelo (it)                                                                        | 42° 24′ 34″ N, 12° 45′ 59″ E |        |        |
| Fara in Sabina                  | Agriturismo Santo Pietro                                                                                 | 42° 12′ 15″ N, 12° 42′ 34″ E |        |        |
| Filettino                       | Église Santa Maria Assunta                                                                               | 41° 53′ 22″ N, 13° 19′ 28″ E |        |        |
| Fiumicino                       | Palais épiscopal de Porto (it)                                                                           | 41° 46′ 33″ N, 12° 15′ 44″ E |        |        |
| Formello                        | Sanctuaire della Madonna del Sorbo                                                                       | 42° 06′ 19″ N, 12° 24′ 00″ E |        |        |
| Frascati                        | Cathédrale San Pietro (clocher gauche, deux cadrans)                                                     | 41° 48′ 29″ N, 12° 40′ 51″ E |        |        |
| Fumone                          | Église Santa Maria Annunziata                                                                            | 41° 43′ 41″ N, 13° 17′ 27″ E |        |        |
| Genazzano                       | Église San Nicola di Bari                                                                                | 41° 50′ 04″ N, 12° 58′ 25″ E |        |        |
| Grotte di Castro                | Église San Pietro Apostolo                                                                               | 42° 40′ 28″ N, 11° 52′ 22″ E |        |        |
| Guidonia Montecelio             | Ancien couvent San Michele Arcangelo (cloître)                                                           | 42° 01′ 08″ N, 12° 44′ 30″ E |        |        |
| Isola del Liri                  | Castello Boncompagni - Viscogliosi (it)                                                                  | 41° 40′ 49″ N, 13° 34′ 27″ E |        |        |
| Magliano Sabina                 | Cathédrale                                                                                               | 42° 21′ 36″ N, 12° 28′ 54″ E |        |        |
| Monte Porzio Catone             | Villa Lucidi                                                                                             | 41° 48′ 46″ N, 12° 42′ 31″ E |        |        |
| Monte Porzio Catone             | Église San Gregorio Magno (it) (deux cadrans)                                                            | 41° 48′ 58″ N, 12° 42′ 51″ E |        |        |
| Nerola                          | Castello Orsini (it)                                                                                     | 42° 09′ 44″ N, 12° 47′ 13″ E |        |        |
| Palombara Sabina                | Monastère San Francesco (église, intérieur)                                                              | 42° 03′ 01″ N, 12° 46′ 12″ E |        |        |
| Poggio Mirteto                  | Tour de l'horloge (deux cadrans)                                                                         | 42° 15′ 53″ N, 12° 40′ 58″ E |        |        |
| Prossedi                        | Porte d'accès au centre historique                                                                       | 41° 31′ 00″ N, 13° 15′ 44″ E |        |        |
| Rieti                           | Maison privée, via del Mattonato 28                                                                      | 42° 24′ 04″ N, 12° 51′ 44″ E |        |        |
| Rignano Flaminio                | Église Santi Vincenzo e Anastasio                                                                        | 42° 12′ 25″ N, 12° 29′ 08″ E |        |        |
| Rocca Santo Stefano             | Église Santa Maria Assunta                                                                               | 41° 54′ 39″ N, 13° 01′ 30″ E |        |        |
| San Felice Circeo               | Tour des Templiers (piazza Vittorio Veneto)                                                              | 41° 14′ 00″ N, 13° 15′ 44″ E |        |        |
| San Gregorio da Sassola         | Église San Sebastiano                                                                                    | 41° 55′ 05″ N, 12° 52′ 21″ E |        |        |
| Santa Maria di Galeria          | Tour de l'horloge (deux cadrans)                                                                         | 42° 01′ 21″ N, 12° 19′ 01″ E |        |        |
| Segni                           | Cathédrale                                                                                               | 41° 41′ 34″ N, 13° 01′ 24″ E |        |        |
| Subiaco                         | Église Sant'Andrea apostolo (it) (deux cadrans : sur la façade principale et à l'intérieur de l'édifice) | 41° 55′ 27″ N, 13° 05′ 47″ E |        |        |
| Subiaco                         | Torre Abbaziale (it) (deux cadrans)                                                                      | 41° 55′ 34″ N, 13° 05′ 41″ E |        |        |
| Sutri                           | Église San Silvestro (it)                                                                                | 42° 14′ 33″ N, 12° 13′ 22″ E |        |        |
| Tarano                          | Église Santa Maria Assunta                                                                               | 42° 21′ 22″ N, 12° 35′ 44″ E |        |        |
| Tarano (San Polo Sabino)        | Tour de l'horloge                                                                                        | 42° 20′ 02″ N, 12° 35′ 40″ E |        |        |
| Vallerano                       | Église San Vittore                                                                                       | 42° 23′ 07″ N, 12° 15′ 55″ E |        |        |
| Veroli                          | Cathédrale (intérieur)                                                                                   | 41° 41′ 27″ N, 13° 25′ 03″ E |        |        |
| Vico nel Lazio                  | Torre civica derrière l'église San Michele Arcangelo (it)                                                | 41° 46′ 38″ N, 13° 20′ 33″ E |        |        |
| Villa Santo Stefano             | Église Santa Maria Assunta                                                                               | 41° 31′ 00″ N, 13° 18′ 31″ E |        |        |

### Lombardie
| Commune                           | Édifice                               | Coordonnées                  | Illus. | Cadran |
| --------------------------------- | ------------------------------------- | ---------------------------- | ------ | ------ |
| Bergame                           | Museo donizettiano (it)               | 45° 42′ 12″ N, 9° 39′ 39″ E  |        |        |
| Cerete                            | Église dell'Annunciata                | 45° 52′ 01″ N, 9° 59′ 43″ E  |        |        |
| Chiuduno                          | Église San Michele                    | 45° 39′ 09″ N, 9° 50′ 51″ E  |        |        |
| San Giovanni Bianco (Pianca)      | Église Sant'Antonio (it)              | 45° 53′ 44″ N, 9° 38′ 04″ E  |        |        |
| Vilminore di Scalve (Pianezza)    | Église San Lorenzo                    | 46° 00′ 02″ N, 10° 04′ 59″ E |        |        |
| Vilminore di Scalve (Sant'Andrea) | Église Sant'Andrea                    | 45° 59′ 37″ N, 10° 06′ 13″ E |        |        |
| Zanica (Padergnone (it))          | Villa di Padergnone (cour intérieure) | 45° 38′ 58″ N, 9° 42′ 14″ E  |        |        |

### Marches
| Commune                                                 | Édifice                                                                             | Coordonnées                  | Illus. | Cadran |
| ------------------------------------------------------- | ----------------------------------------------------------------------------------- | ---------------------------- | ------ | ------ |
| Acquasanta Terme                                        | Église San Giovanni Battista (it)                                                   | 42° 46′ 10″ N, 13° 24′ 37″ E |        |        |
| Ancône                                                  | Domus Stella Maris                                                                  | 43° 36′ 33″ N, 13° 26′ 40″ E |        |        |
| Ancône                                                  | Palais des Anziani (it) (deux horloges, dont une intérieure)                        | 43° 37′ 21″ N, 13° 30′ 40″ E |        |        |
| Ancône (Candia di Ancona (it))                          | Villa Favorita (it)                                                                 | 43° 34′ 03″ N, 13° 30′ 31″ E |        |        |
| Arcevia (Palazzo)                                       | Église Santi Settimio e Stefano                                                     | 43° 32′ 11″ N, 12° 55′ 17″ E |        |        |
| Cagli                                                   | Église Saint-Dominique (intérieur)                                                  | 43° 32′ 54″ N, 12° 39′ 02″ E |        |        |
| Caldarola                                               | Collégiale San Martino (it)                                                         | 43° 08′ 17″ N, 13° 13′ 35″ E |        |        |
| Cantiano                                                | Collégiale San Giovanni Battista (it)                                               | 43° 28′ 24″ N, 12° 37′ 41″ E |        |        |
| Cartoceto                                               | Tour de l'horloge                                                                   | 43° 46′ 05″ N, 12° 52′ 58″ E |        |        |
| Chiaravalle                                             | Abbaye Sainte-Marie de Castagnola (deux cadrans)                                    | 43° 36′ 01″ N, 13° 19′ 35″ E |        |        |
| Cupramontana                                            | Ermitage des Frères blancs                                                          | 43° 27′ 24″ N, 13° 05′ 47″ E |        |        |
| Falconara Marittima                                     | Château de Rocca Priora (deux cadrans, à l'extérieur et à l'intérieur de l'édifice) | 43° 38′ 28″ N, 13° 21′ 59″ E |        |        |
| Fano                                                    | Sanctuaire Santa Maria del Ponte Metauro (it)                                       | 43° 49′ 44″ N, 13° 02′ 58″ E |        |        |
| Gallignano                                              | Porte d'accès au centre historique                                                  | 43° 33′ 44″ N, 13° 25′ 25″ E |        |        |
| Jesi                                                    | Cathédrale (deux cadrans : sur le clocher et à l'intérieur de l'église)             | 43° 31′ 29″ N, 13° 14′ 45″ E |        |        |
| Lorette                                                 | Sainte Maison de Lorette                                                            | 43° 26′ 28″ N, 13° 36′ 36″ E |        |        |
| Macerata Feltria                                        | Beffroi du château (deux cadrans)                                                   | 43° 48′ 19″ N, 12° 26′ 44″ E |        |        |
| Monte San Martino                                       | Église San Martino Vescovo (clocher, quatre cadrans)                                | 43° 01′ 56″ N, 13° 26′ 15″ E |        |        |
| Monte San Pietrangeli                                   | Église San Francesco                                                                | 43° 11′ 32″ N, 13° 34′ 39″ E |        |        |
| Montemarciano                                           | Église San Pietro Apostolo (it)                                                     | 43° 38′ 23″ N, 13° 18′ 35″ E |        |        |
| Monterado                                               | Château                                                                             | 43° 41′ 53″ N, 13° 05′ 30″ E |        |        |
| Orciano di Pesaro (Montebello (Orciano di Pesaro) (it)) | Èglise Sant'Anna                                                                    | 43° 42′ 30″ N, 12° 54′ 43″ E |        |        |
| Orciano di Pesaro                                       | Beffroi                                                                             | 43° 41′ 18″ N, 12° 57′ 54″ E |        |        |
| Pesaro                                                  | Église San Giovanni Battista (it) (intérieur)                                       | 43° 54′ 34″ N, 12° 54′ 24″ E |        |        |
| Pesaro                                                  | Église Sant'Agostino (it) (intérieur)                                               | 43° 54′ 41″ N, 12° 54′ 38″ E |        |        |
| Pesaro                                                  | Villa Caprile, grotte du Diable                                                     | 43° 54′ 45″ N, 12° 52′ 53″ E |        |        |
| Porto Recanati                                          | Èglise Preziosissimo Sangue                                                         | 43° 25′ 56″ N, 13° 39′ 54″ E |        |        |
| Potenza Picena                                          | Villa Buonaccorsi (it)                                                              | 43° 21′ 25″ N, 13° 40′ 07″ E |        |        |
| San Lorenzo in Campo                                    | Palais della Rovere (it) (deux cadrans)                                             | 43° 36′ 17″ N, 12° 56′ 42″ E |        |        |
| San Severino Marche                                     | Tour de l'horloge                                                                   | 43° 13′ 44″ N, 13° 10′ 46″ E |        |        |
| Sant'Angelo in Lizzola                                  | Église San Michele Arcangelo                                                        | 43° 49′ 38″ N, 12° 48′ 09″ E |        |        |
| Tolentino                                               | Tour de l'horloge                                                                   | 43° 12′ 32″ N, 13° 17′ 04″ E |        |        |
| Urbino (Calduca)                                        | Manoir                                                                              | 43° 46′ 56″ N, 12° 40′ 21″ E |        |        |
| Ussita                                                  | Église Santa Maria Assunta                                                          | 42° 56′ 40″ N, 13° 08′ 13″ E |        |        |
| Visso                                                   | Sanctuaire de Macereto                                                              | 42° 58′ 34″ N, 13° 06′ 56″ E |        |        |

### Molise
| Commune                             | Édifice                                     | Coordonnées                  | Illus. | Cadran |
| ----------------------------------- | ------------------------------------------- | ---------------------------- | ------ | ------ |
| Castel San Vincenzo                 | Église Santo Stefano                        | 41° 39′ 21″ N, 14° 03′ 55″ E |        |        |
| Castelpizzuto                       | Église San Sebastiano                       | 41° 31′ 19″ N, 14° 17′ 31″ E |        |        |
| Cercemaggiore                       | Maison des Cirelli, horloge de l'Université | 41° 27′ 39″ N, 14° 43′ 14″ E |        |        |
| Cerro al Volturno (San Vittorino)   | Chapelle Sant'Antonio Abate                 | 41° 40′ 02″ N, 14° 06′ 16″ E |        |        |
| Forlì del Sannio                    | Église San Biagio                           | 41° 41′ 45″ N, 14° 10′ 39″ E |        |        |
| Montemitro                          | Église Santa Lucia (clocher)                | 41° 53′ 25″ N, 14° 38′ 43″ E |        |        |
| Pizzone                             | Église San Nicola di Bari                   | 41° 40′ 02″ N, 14° 02′ 06″ E |        |        |
| Rocchetta a Volturno                | Église Santa Maria Assunta                  | 41° 37′ 42″ N, 14° 04′ 08″ E |        |        |
| Sant'Agapito                        | Église San Nicola di Bari                   | 41° 32′ 41″ N, 14° 13′ 23″ E |        |        |
| Sesto Campano (Roccapipirozzi (it)) | Église Santa Maria Assunta                  | 41° 26′ 15″ N, 14° 02′ 00″ E |        |        |

### Ombrie
| Commune                    | Édifice                                                                    | Coordonnées                  | Illus. | Cadran |
| -------------------------- | -------------------------------------------------------------------------- | ---------------------------- | ------ | ------ |
| Amelia                     | Église San Michele Arcangelo                                               | 42° 33′ 28″ N, 12° 24′ 39″ E |        |        |
| Arrone (Casteldilago (it)) | Église San Valentino                                                       | 42° 34′ 44″ N, 12° 45′ 35″ E |        |        |
| Cascia (Fogliano)          | Église Sant'Ippolito (Fogliano)                                            | 42° 43′ 57″ N, 13° 02′ 49″ E |        |        |
| Cascia                     | Tour de l'horloge                                                          | 42° 43′ 05″ N, 13° 00′ 48″ E |        |        |
| Città di Castello          | Hotel Villa San Donino                                                     | 43° 25′ 22″ N, 12° 16′ 28″ E |        |        |
| Città di Castello          | Ancien hôpital (via Guglielmo Oberdan)                                     | 43° 27′ 19″ N, 12° 14′ 22″ E |        |        |
| Città di Castello          | Palazzo del Monte di Pietà                                                 | 43° 27′ 24″ N, 12° 14′ 25″ E |        |        |
| Città di Castello          | Palazzo del Podestà                                                        | 43° 27′ 27″ N, 12° 14′ 25″ E |        |        |
| Città di Castello          | Bibliothèque du séminaire épiscopal                                        | 43° 27′ 36″ N, 12° 14′ 10″ E |        |        |
| Gualdo Tadino              | Château de Crocicchio                                                      | 43° 16′ 10″ N, 12° 42′ 57″ E |        |        |
| Narni                      | Cellule des condamnés du Saint-Office                                      | 42° 31′ 12″ N, 12° 30′ 51″ E |        |        |
| Narni (Montoro (it))       | Château de Montoro (deux cadrans)                                          | 42° 30′ 18″ N, 12° 28′ 09″ E |        |        |
| Penna in Teverina          | Piazza San Valentino                                                       | 42° 29′ 38″ N, 12° 21′ 16″ E |        |        |
| Pérouse                    | Basilique Saint-Pierre (campanile)                                         | 43° 06′ 08″ N, 12° 23′ 43″ E |        |        |
| San Gemini                 | Palazzo Pretorio                                                           | 42° 36′ 52″ N, 12° 32′ 50″ E |        |        |
| San Giustino               | Château Bufalini (quatre cadrans)                                          | 43° 32′ 57″ N, 12° 10′ 38″ E |        |        |
| Spolète                    | Villa Pianciani (it)                                                       | 42° 47′ 11″ N, 12° 41′ 41″ E |        |        |
| Terni (Collescipoli)       | Collégiale Santa Maria Maggiore (it) (deux cadrans : clocher et sacristie) | 42° 32′ 12″ N, 12° 37′ 11″ E |        |        |
| Terni (Torreorsina (it))   | Casino Manassei                                                            | 42° 34′ 19″ N, 12° 44′ 05″ E |        |        |
| Todi (Canonica)            | Ermitage Sant'Angelo                                                       | 42° 47′ 12″ N, 12° 21′ 00″ E |        |        |
| Todi (Pantalla)            | Château de Pantalla                                                        | 42° 52′ 29″ N, 12° 24′ 22″ E |        |        |
| Umbertide                  | Monastère de Monte Corona (deux cadrans)                                   | 43° 17′ 02″ N, 12° 21′ 20″ E |        |        |

### Piémont
| Commune | Édifice                    | Coordonnées                 | Illus. | Cadran |
| ------- | -------------------------- | --------------------------- | ------ | ------ |
| Cardè   | Église Santa Caterina (it) | 44° 44′ 46″ N, 7° 28′ 42″ E |        |        |

### Pouilles
| Commune | Édifice                            | Coordonnées                  | Illus. | Cadran |
| ------- | ---------------------------------- | ---------------------------- | ------ | ------ |
| Bovino  | Tour de l'horloge du château ducal | 41° 15′ 05″ N, 15° 20′ 21″ E |        |        |

### Sicile
| Commune | Édifice                         | Coordonnées                  | Illus. | Cadran |
| ------- | ------------------------------- | ---------------------------- | ------ | ------ |
| Caccamo | Église San Giorgio Martire (it) | 37° 55′ 52″ N, 13° 39′ 40″ E |        |        |

### Toscane
| Commune                                   | Édifice                                                            | Coordonnées                  | Illus. | Cadran |
| ----------------------------------------- | ------------------------------------------------------------------ | ---------------------------- | ------ | ------ |
| Arezzo                                    | Internat national Vittorio Emanuele II                             | 43° 27′ 57″ N, 11° 52′ 52″ E |        |        |
| Calci                                     | Chartreuse de Pise                                                 | 43° 43′ 19″ N, 10° 31′ 23″ E |        |        |
| Camaiore                                  | Piève Santo Stefano (it)                                           | 43° 55′ 51″ N, 10° 19′ 42″ E |        |        |
| Camaiore (Gombitelli)                     | Église San Michele Arcangelo                                       | 43° 55′ 14″ N, 10° 22′ 29″ E |        |        |
| Capannori                                 | Villa royale de Marlia                                             | 43° 54′ 00″ N, 10° 33′ 22″ E |        |        |
| Castel Focognano (Rassina)                | Ancien hôtel de ville                                              | 43° 39′ 07″ N, 11° 50′ 12″ E |        |        |
| Castel San Niccolò (Prato di Strada)      | Piève San Giovanni Battista                                        | 43° 44′ 07″ N, 11° 41′ 37″ E |        |        |
| Castel San Niccolò (Strada in Casentino)  | Tour du château de San Nicollò (deux horloges)                     | 43° 44′ 25″ N, 11° 42′ 23″ E |        |        |
| Cerreto Guidi                             | Piève San Leonardo (it)                                            | 43° 45′ 32″ N, 10° 52′ 45″ E |        |        |
| Cetona                                    | Tour médiévale de la piazza Garibaldi                              | 42° 57′ 50″ N, 11° 54′ 02″ E |        |        |
| Cortone (Sant'Andrea di Sorbello)         | Château de Sorbello (it) (salle de justice)                        | 43° 16′ 33″ N, 12° 11′ 56″ E |        |        |
| Florence                                  | Basilique Santo Spirito                                            | 43° 46′ 01″ N, 11° 14′ 52″ E |        |        |
| Gallicano (Bolognana)                     | Église Santa Margherita                                            | 44° 02′ 27″ N, 10° 28′ 14″ E |        |        |
| Incisa in Val d'Arno                      | Église Santi Cosma e Damiano al Vivaio (it)                        | 43° 39′ 20″ N, 11° 26′ 54″ E |        |        |
| Lucignano                                 | Hôtel de ville                                                     | 43° 16′ 28″ N, 11° 44′ 47″ E |        |        |
| Monsummano Terme (Montevettolini (it))    | Église Santi Michele Arcangelo e Lorenzo Martire (it)) (campanile) | 43° 51′ 31″ N, 10° 50′ 46″ E |        |        |
| Montecatini Terme (Montecatini Alto)      | Tour de l'horloge                                                  | 43° 53′ 39″ N, 10° 47′ 23″ E |        |        |
| Palaia                                    | Villa Saletta (it)                                                 | 43° 35′ 43″ N, 10° 44′ 04″ E |        |        |
| Pescaglia                                 | Église Santi Pietro e Paolo (it) (clocher)                         | 43° 57′ 57″ N, 10° 24′ 52″ E |        |        |
| Pescaglia (Colognora di Pescaglia (it)    | Église Santi Michele e Caterina                                    | 43° 58′ 58″ N, 10° 27′ 46″ E |        |        |
| Pescaglia (Fiano di Pescaglia (it))       | Église San Pietro Apostolo (it) (campannile)                       | 43° 56′ 26″ N, 10° 25′ 33″ E |        |        |
| Pescia (Fibbialla (it))                   | Église San Michele (it)                                            | 43° 56′ 50″ N, 10° 41′ 22″ E |        |        |
| Pise                                      | Musée national San Matteo (cloître de l'ancient monastère)         | 43° 42′ 51″ N, 10° 24′ 28″ E |        |        |
| Pistoia (Baggio (it))                     | Église San Michele Arcangelo                                       | 43° 59′ 24″ N, 10° 57′ 48″ E |        |        |
| Pontassieve                               | Villa di Gricigliano (it)                                          | 43° 48′ 15″ N, 11° 22′ 48″ E |        |        |
| Prato                                     | Cathédrale                                                         | 43° 52′ 56″ N, 11° 05′ 51″ E |        |        |
| Pratovecchio-Stia (Stia)                  | Piève Santa Maria Assunta (it)                                     | 43° 48′ 04″ N, 11° 42′ 24″ E |        |        |
| Rignano sull'Arno (San Donato in Collina) | Villa di Torre a Cona (it)                                         | 43° 43′ 33″ N, 11° 23′ 26″ E |        |        |
| Sambuca Pistoiese                         | Église Santi Giacomo e Cristoforo (it) (campanile)                 | 44° 06′ 21″ N, 10° 59′ 42″ E |        |        |
| Santa Croce sull'Arno                     | Villa Vettori Bargagli (it)                                        | 43° 44′ 38″ N, 10° 45′ 11″ E |        |        |
| Stazzema (Pruno (it))                     | Église San Niccolò                                                 | 44° 00′ 32″ N, 10° 18′ 36″ E |        |        |

### Vénétie
| Commune | Édifice                                  | Coordonnées                  | Illus. | Cadran |
| ------- | ---------------------------------------- | ---------------------------- | ------ | ------ |
| Venise  | Palais des Doges (salle de l'Avogadoria) | 45° 26′ 02″ N, 12° 20′ 25″ E |        |        |

### Autres pays
| Pays      | Commune                  | Édifice                                                                                         | Coordonnées                   | Illus. | Cadran |
| --------- | ------------------------ | ----------------------------------------------------------------------------------------------- | ----------------------------- | ------ | ------ |
| Australie | Sydney (Leichhardt (en)) | Italian Forum Cultural Centre                                                                   | 33° 53′ 13″ S, 151° 09′ 31″ E |        |        |
| Croatie   | Dubrovnik                | Église Saint-Ignace                                                                             | 42° 38′ 22″ N, 18° 06′ 34″ E  |        |        |
| Portugal  | Mafra                    | Palais national de Mafra (deux cadrans : sur la façade et dans le jardin de l'ancien monastère) | 38° 56′ 13″ N, 9° 19′ 39″ O   |        |        |